# Kussentjesveenmos
Kussentjesveenmos (Sphagnum compactum) is een soort uit het geslacht veenmos (Sphagnum).

## Determinatie
Kussentjesveenmos vormt dichte kussens of lage zoden. De stengel is donkerbruin. Daaraan zitten driehoekige stengelbladeren die zowel rechtop als hangend langs de stengel groeien.

## Ecologie
Kussentjesveenmos is een pioniersoort die vooral voorkomt in min of meer open plekken op zure, natte bodems. Na een brand in heide- en veengebieden is kussentjesveenmos één van de eerste soorten die tijdelijk tevoorschijn komt. Voorts wordt de soort af en toe in open, natte schraalgraslanden gevonden. De soort verdraagt geen schaduw.

### Syntaxonomie
Kussentjesveenmos is een transgrediërende kensoort voor het dophei-verbond (Ericion tetralicis).